# Ansel Elgort
Pour les articles homonymes, voir Elgort.
 (février 2015).
Si vous disposez d'ouvrages ou d'articles de référence ou si vous connaissez des sites web de qualité traitant du thème abordé ici, merci de compléter l'article en donnant les références utiles à sa vérifiabilité et en les liant à la section « Notes et références ».
Ansel Elgort est un acteur, chanteur et DJ américain, né le 14 mars 1994 à New York.
Il obtient une grande popularité grâce à son interprétation dans le drame Nos étoiles contraires sorti en 2014. Par la suite sa notoriété s'accentue avec les sorties respectives du film d'action Baby Driver et de la comédie musicale West Side Story réalisée par Steven Spielberg.
En parallèle de sa carrière d'acteur, il se lance également dans la musique et signe un contrat chez Island Records.

## Biographie

### Enfance
Ansel Elgort naît à New York. Ses parents sont Grethe Barrett Holby, productrice de théâtre et directrice d'opéra, et un célèbre photographe de mode, Arthur Elgort, qui a travaillé pendant plus de trente ans pour Vogue. Il a une sœur et un frère aînés, Sophie, née en 1986 (photographe), et Warren, né en 1989,.
À l'âge de neuf ans, sa mère le conduit à School of American Ballet pour faire des essais[réf. nécessaire]. Il fait alors ses études à Fiorello H. LaGuardia High School of Music & Art Performing Arts[réf. nécessaire], une célèbre école artistique publique, réservée aux élèves doués dans le domaine artistique et issus d'écoles publiques. Il commence à prendre des cours de théâtre à l'âge de douze ans et joue dans les productions de son lycée, Guys and Dolls et Hairspray[réf. nécessaire].

### Carrière

#### 2013-2015: Débuts prometteurs
Ansel Elgort fait ses premières armes au théâtre dans la pièce Regrets avant de faire ses débuts au cinéma dans le film fantastique Carrie, libre adaptation d'un roman de l'écrivain Stephen King où il croise le chemin des actrices Chloé Moretz (qui y tient le rôle principal) et Julianne Moore. Le film est un échec autant critique que commercial.

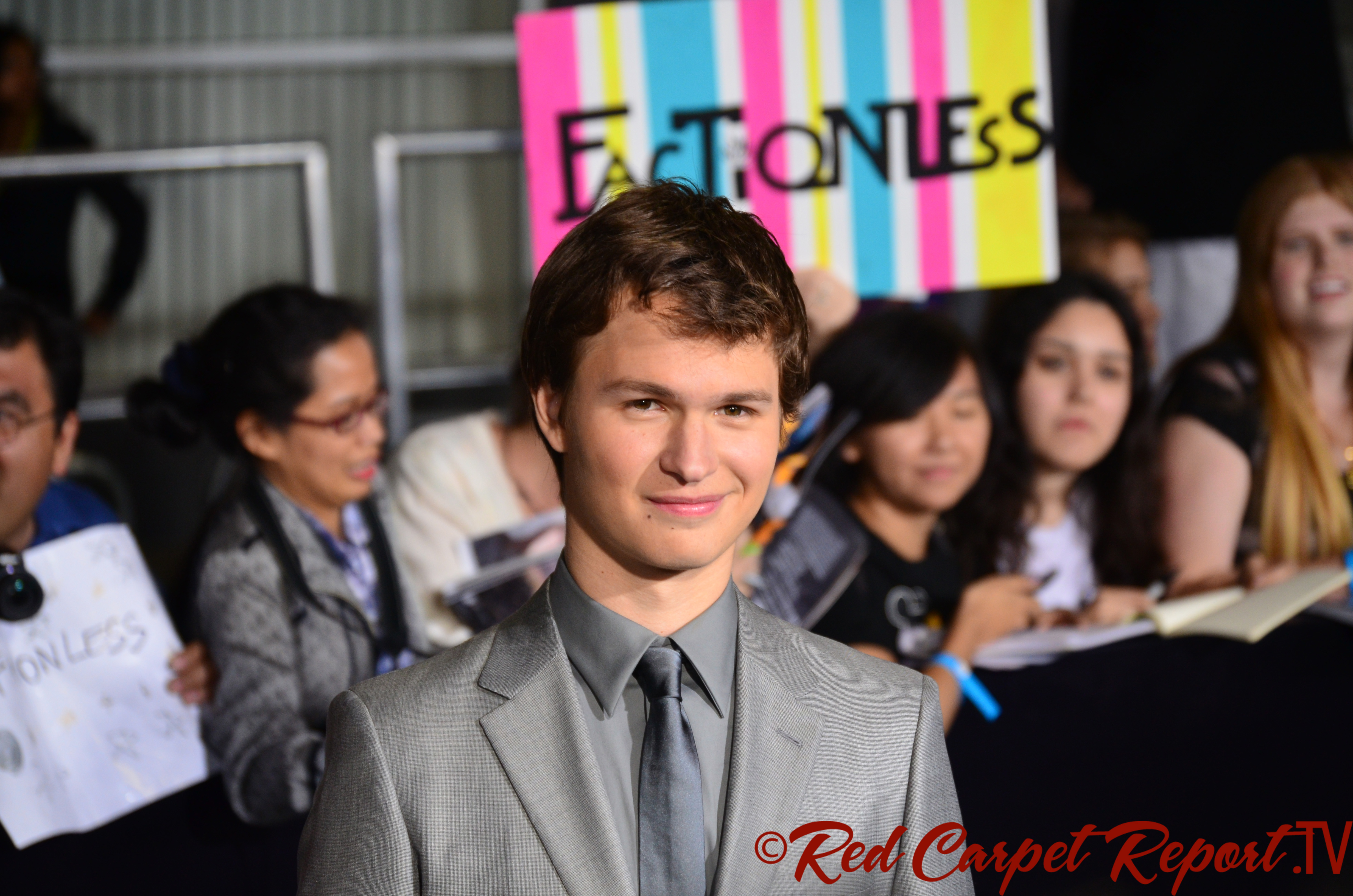
L'acteur à l'avant-première américaine du premier opus de la saga Divergente, en 2014.

L'année 2014 est un véritable tremplin dans la carrière naissante du jeune acteur. Ainsi, il est sur tous les fronts, à l'affiche de trois gros projets. Tout d'abord il débute le tournage du premier volet de la saga Divergente. Adapté d'un roman à succès, le long-métrage de science-fiction raconte la vie de plusieurs jeunes gens dans un futur apocalyptique proche. Il y joue le frère jumeau de la comédienne Shailene Woodley, et donne la réplique aux acteurs Miles Teller, Theo James et à une grande star hollywoodienne : Kate Winslet, qui interprète la « méchante » du film. La popularité des romans permettra au film d'obtenir un bon score au box-office et d'être un beau succès populaire, qui convaincra réellement les producteurs du potentiel de la série. Il enchaîne ensuite avec la sortie en salles de Nos étoiles contraires, une romance dramatique sur deux personnes atteintes d'un cancer, où il retrouve son amie Shailene Woodley, qui y joue cette fois son amoureuse. Au départ phénomène littéraire, lui aussi, le film connaît un grand succès critique, avec des papiers de presse à tendance positive majoritairement.
On le retrouve en fin d'année dans la comédie Men, Women and Children qui aborde le thème de la sexualité chez les adolescents au début des années 2000. Cette grosse production permet davantage à l'acteur d'accroître sa notoriété, car il y interprète un jeune homme mal dans sa peau aux côtés des actrices Jennifer Garner et Emma Thompson, croisant la route d'un autre acteur montant de sa génération,Timothée Chalamet, qui deviendra un très bon ami à lui. Malgré un budget total de 16 millions de dollars, et à cause de critiques mitigées, le film ne remporte pas l'adhésion du public, et ne s'avère pas rentable. Pour autant, la carrière du comédien continue de prendre de la hauteur. Il reprend son rôle dans les suites Divergente 2 et Divergente 3, qui concluent la série cinématographique débutée en 2014.

#### Depuis 2016: Ascension difficile
À partir de 2016, la carrière d’acteur d’Ansel Elgort commence à prendre son envol. Les producteurs, de plus en plus séduits par son jeu d’acteur, décident de miser sur le jeune homme, considéré comme une des «nouvelles étoiles montantes d’Hollywood» par le public. Voulant se diversifier, Ansel se dirige vers des registres plus sombres, et très différents de ce qu’il a pu faire auparavant. C’est ainsi que le réalisateur britannique Edgard Wright le choisit comme tête d’affiche de son film d’action Baby Driver, aux côtés de Lily James, qui joue sa petite amie. Cependant, avant que le réalisateur ne l’envisage définitivement, il avait aussi en tête de proposer le rôle de Baby aux acteurs Logan Lerman ou John Boyega. Tourné entre la Géorgie et La Nouvelle-Orléans, le film est un très grand succès commercial à sa sortie en salles, à tel point que le réalisateur Edgar Wright commence à songer à en donner une suite. L'ensemble de la distribution reçoit des critiques élogieuses, mais c’est surtout Ansel Elgort qui tire son épingle du jeu, et il obtient sa première nomination aux Golden Globes dans la catégorie « meilleur acteur dans un film musical ou de comédie ».
Il s'illustre ensuite dans deux projets indépendants : November Criminals, où il tient un second rôle aux côtés de Chloë Grace Moretz, et le thriller psychologique Jonathan, dont il est la tête d’affiche. Malgré sa présence, ces deux films sont de très gros échecs. Le réalisateur et producteur Steven Spielberg l'engage ensuite pour la superproduction West Side Story, nouvelle adaptation d'une comédie musicale culte des années 60. Le projet est chapeauté par la 20th Century Studios (une filiale de Disney) et porté par le réalisateur lui-même, ainsi que le scénariste Tony Kushner et le compositeur Stephen Sondheim qui avait coécrit la partition originale de la pièce et officie ici en tant que consultant. L'acteur reprend ainsi le rôle de Tony succédant notamment au comédien Richard Beymer qui avait déjà créé le rôle au cinéma.
La relecture au cinéma de West Side Story sort deux ans plus tard. Elle connaît un immense succès critique mais est considérée comme un échec en salles, bien que dépassant le score enregistré par la version de 1961, qui avait quant à elle enregistré à l'époque 44 millions de dollars, car ne réunissant que 76 millions de recettes au box-office  pour un budget de 100 millions. La presse d'ordinaire frileuse au concept de remake ou de nouvelle adaptation est quasi unanime quant au film. Les critiques relèvent l'excellence des performances d'acteurs, en particulier celle de Rachel Zegler et Ariana DeBose qui se verront récompensées aux Golden Globes et pour la seconde lauréate d'un Oscar de la meilleure actrice dans un second rôle.
Il joue ensuite dans la série d'espionnage Tokyo Vice, pilotée par le showrunner et scénariste Michael Mann. Il y interprète le rôle principal, celui de Jake Adelstein, un jeune journaliste engagé pour mener une enquête sur les relations de la mafia japonaise avec celle américaine. La série enregistre d'abord des scores timides avant de se voir renouvelée pour une seconde saison. La presse relève la prestation d'Ansel Elgort qu'elle trouve très bonne et très juste.

### Polémique
En juin 2020, une femme sur Twitter a accusé Elgort de l'avoir agressée sexuellement en 2014, alors qu'elle avait 17 ans et lui 20 ans. Il a nié cette allégation dans une publication sur Instagram, affirmant que lui et la femme avaient eu une « relation brève, légale et entièrement consensuelle » Cette annonce crée une véritable polémique, et compromet pendant un temps l'avenir de la nouvelle version de West Side Story, dans laquelle il est annoncé,. Il décide pendant un temps de se faire discret, même s'il poursuit le tournage. Son compte Instagram avait été désactivé en septembre 2023, mais réactivé en janvier 2024,,. Il répond quelque temps plus tard aux accusations, en affirmant que la relation était consentie.

## Filmographie

### Cinéma
- 2013 : Carrie : La Vengeance (Carrie) de Kimberly Peirce : Tommy Ross
- 2014 : Divergente (Divergent) de Neil Burger : Caleb Prior
- 2014 : Nos étoiles contraires (The Fault in Our Stars) de Josh Boone : Augustus Waters
- 2014 : Men, Women and Children de Jason Reitman : Tim Mooney
- 2015 : Divergente 2 : L'Insurrection (Insurgent) de Robert Schwentke : Caleb Prior
- 2015 : La Face cachée de Margo (Paper Towns) de Jake Schreier : Mason
- 2016 : Divergente 3 : Au-delà du mur (The Divergent Series : Allegiant) de Robert Schwentke : Caleb Prior
- 2017 : Baby Driver d'Edgar Wright : Miles dit « Baby »
- 2017 : November Criminals de Sacha Gervasi : Addison Schacht
- 2018 : Billionaire Boys Club de James Cox : Joe Hunt
- 2018 : Jonathan de Bill Oliver : Jonathan / John
- 2019 : Le Chardonneret (The Goldfinch) de John Crowley : Theodore Deck adulte
- 2021 : West Side Story de Steven Spielberg : Tony

### Télévision
- 2022 - 2024 : Tokyo Vice : Jake Adelstein

## Discographie
- 2016 : Home Alone
- 2017 : Thief
- 2017 : You Can Count On Me (featuring Logic)
- 2017 : All I Think About Is You
- 2018 : Supernova
- 2018 : Believe
- 2024 : Guestroom

## Distinctions
- 2014 : pour sa performance dans le drame romantique Nos étoiles contraires
  - Teen Choice Awards de la meilleure alchimie (avec Shailene Woodley)
  - Teen Choice Award du meilleur baiser de cinéma (avec Shailene Woodley)
  - Teen Choice Award de la révélation de l'année
  - nomination - Critics' Choice Movie Awards du meilleur espoir masculin
  - nomination - Young Hollywood Awards de l'acteur préféré du public
  - nomination - Young Hollywood Awards du meilleur couple de cinéma
- 2016 : pour sa performance dans le film d'action Baby Driver
  - nomination - Golden Globe du meilleur acteur dans un film musical ou de comédie
  - nomination - Empire Awards de la meilleure révélation masculine
  - nomination - MTV Movie Award du meilleur acteur

| Year | Award                                                                | Nominated work                     | Result    | Réf. |
| ---- | -------------------------------------------------------------------- | ---------------------------------- | --------- | ---- |
| 2014 | Choice Movie: Liplock (shared with Shailene Woodley)                 | The Fault in Our Stars             | Won       |      |
| 2014 | Choice Movie: Chemistry (shared with Shailene Woodley and Nat Wolff) | The Fault in Our Stars             | Won       |      |
| 2014 | Fan Favorite Actor – Male                                            | The Fault in Our Stars / Divergent | Won       |      |
| 2014 | Breakthrough Actor                                                   | The Fault in Our Stars / Divergent | Nominated |      |
| 2014 | Best On-Screen Couple (shared with Shailene Woodley)                 | The Fault in Our Stars             | Won       |      |
| 2014 | Best New Film Actor                                                  | The Fault in Our Stars             | Won       |      |
| 2015 | Favorite Movie Duo (shared with Shailene Woodley)                    | The Fault in Our Stars             | Nominated |      |
| 2015 | Best Young Actor/Actress                                             | The Fault in Our Stars             | Nominated |      |
| 2015 | Best Male Performance                                                | The Fault in Our Stars             | Nominated |      |
| 2015 | Breakthrough Performance                                             | The Fault in Our Stars             | Nominated |      |
| 2015 | Best Shirtless Performance                                           | The Fault in Our Stars             | Nominated |      |
| 2015 | Best Kiss (shared with Shailene Woodley)                             | The Fault in Our Stars             | Won       |      |
| 2015 | Best Duo (shared with Shailene Woodley)                              | The Fault in Our Stars             | Nominated |      |
| 2015 | Choice Movie Actor: Action                                           | The Divergent Series: Insurgent    | Nominated |      |
| 2017 | Golden Globe Award for Best Actor – Motion Picture Musical or Comedy | Baby Driver                        | Nominated |      |
| 2018 | Empire Award for Best Male Newcomer                                  | Baby Driver                        | Nominated |      |
| 2018 | MTV Movie Award for Best Performance in a Movie                      | Baby Driver                        | Nominated |      |

## Voix françaises
| - Gauthier Battoue dans : - Carrie : La Vengeance - Men, Women and Children - Baby Driver - West Side Story - Tokyo Vice (série télévisée) | - Victor Naudet dans : - Divergente - Nos étoiles contraires - Divergente 2 : L'Insurrection - Le Chardonneret Et aussi - Jim Redler dans Divergente 3 : Au-delà du mur - Jean-Pierre Leblan dans Jonathan |